# Nederlands Hervormde kerk (Geldrop)
De Nederlands Hervormde kerk was een kerkgebouw te Geldrop, gelegen aan de Hofstraat aldaar.
Het kerkje werd in 1874 gebouwd door toedoen van de kasteelheren van het Kasteel Geldrop. Deze waren namelijk protestants, hoewel de meeste inwoners van Geldrop katholiek waren. De hervormde gemeente telde dan ook slechts 40 zielen, die voordien in Nuenen moesten kerken. De gemeente was echter te klein om in een eigen predikant te kunnen voorzien. In 1946 was de gemeente echter gegroeid tot 800 à 900 zielen en kon los van die van Nuenen bestaan. In 1948 kwam er een eigen predikant.
Het bakstenen kerkje is een eenvoudig bakstenen gebouw onder zadeldak, voorzien van een dakruitertje. Het heeft een vooruitspringend portaal.
In 1964 viel het kerkje ten offer aan wegverbreding. De hervormden kregen toen de beschikking over de (grotere) Goede Herderkerk.